# Minotaur Pass
Minotaur Pass är ett bergspass i Antarktis. Det ligger i Östantarktis. Nya Zeeland gör anspråk på området. Minotaur Pass ligger 1 600 meter över havet.
Terrängen runt Minotaur Pass är varierad. Trakten är obefolkad. Det finns inga samhällen i närheten. 